# Jens Møller (nazist)
 Der er flere personer med dette navn, se Jens Møller.
Jens Nicolaisen Møller (født 2. juli 1894 i Varnæs, død 28. november 1951) var en dansk dyrlæge, nazist og fører for det tyske mindretal i Nordslesvig. 

## Baggrund
Jens Møller blev født i Varnæs mellem Aabenraa og Gråsten, da Nordslesvig (i dag  Sønderjylland) hørte til Det tyske Kejserrige. Jens Møller kom fra et dansksindet hjem, men udviklede sig i skoletiden i tysksindet retning. I 1914 blev han student fra overrealskolen i Flensborg, og ved 1. verdenskrigs udbrud meldte han sig frivilligt til den tyske hær. I 1915 blev han udnævnt til løjtnant, og fra 1916 til 1918 var han kompagnifører. Ved fronten blev Jens Møller såret fem gange og blev højt dekoreret for tapperhed. I 1921 tog han dyrlægeeksamen i Berlin, og fra 1924 til 1945 praktiserede han i Gråsten. 

## Tidligt politisk virke
Under et kursusophold i Berlin i 1933 så Jens Møller Adolf Hitler tale for op mod en million tilhørere. Han blev omgående fascineret af den tyske fører og blev allerede samme år leder for den lokale afdeling af NSAN (National-Sozialistische Arbeitsgemeinschaft Nordschleswig). 
I 1935 blev Jens Møller ”partifører” for det nystiftede NSDAP-N (Nationalsozialistische Deutsche Arbeiterpartei- Nordschleswig), som samlede flere nazistiske småpartier, og fra 1938  ”folkegruppefører” efter med Berlins støtte at have ensrettet mindretallet politisk og kulturelt efter rigstysk mønster. Møller blev valgt til Folketinget i 1939 under paroler, som afspejlede mindretalsledelsens politiske hovedmål: en revision af den dansk-tyske grænse fra 1920 og Nordslesvigs genindlemmelse i det tyske rige. Møller var medlem af Folketinget til valget i marts 1943, hvor mindretallet ikke opstillede. I stedet blev der på Møllers initiativ etableret et særligt kontor i Statsministeriet til varetagelse af mindretallets interesser. Den tyske udenrigspolitik var stærkt præget af det nazistiske opgør med ”Versailles-diktatet”, men søgte at lægge en dæmper på Møllers fordringer om en grænserevision også efter den tyske besættelse.

## 1940-1945
Besættelsen af Danmark 9. april 1940 blev modtaget med begejstring af det tyske mindretal, der håbede at komme hjem til riget. Den særlige tyske fredsbesættelse af Danmark indebar imidlertid et tysk tilsagn om at respektere Danmarks ”territoriale integritet”. Det, forklarede Berlin omgående, betød, at grænsen foreløbig lå fast. Under indtryk af de imponerende tyske militære sejre i sommeren 1940, der bl.a. medførte, at to provinser, som var afstået til Belgien ved Versaillesfreden, blev genindlemmet i det tyske rige, gik Jens Møller igen i offensiven – i hvert fald på de indre linjer. I forblommede vendinger antydede han overfor partiets underførere, at en grænserevision var forestående og udløste derved det såkaldte ”junirøre” i grænselandet. 25. juni  lod Berlin imidlertid igen Jens Møller forstå, at en grænserevision ikke var på dagsordenen. Det var i høj grad med til at undergrave Møllers autoritet i mindretallet, fordi han ideligt havde proklameret en grænserevision som sit politiske hovedmål. Møller fastholdt da også de gamle paroler i snævre particirkler, indtil han på et møde i Berlin i december 1940 blev sat på plads: Grænsespørgsmålet skulle Føreren nok tage sig af i tidens fylde! Møller og mindretalsledelsen skulle fremover afstemme deres arbejde med den ”fællestyske skæbnekamp”. Det indebar bl.a., at Jens Møller fik ordre til at søge et tæt samarbejde med den danske nazifører Frits Clausen, som Møller hidtil havde stået i et stærkt modsætningsforhold til, primært på grund af nationalitets- og grænsespørgsmålet. Clausen var gammel dansknational sønderjyde med præference for en grænse ved Ejderen, og for begge sønderjyske naziførere havde nationalitetsspørgsmålet forrang for den storgermanske (race)tanke, der pr. definition eliminerede nationalitet og landegrænser. Da Møller i Berlin fik ordre om at afstemme sit arbejde med den ”fællestyske skæbnekamp” betød det dog også, at Berlin forventede, at det tyske mindretal i Nordslesvig aktivt gik ind i hvervningen af unge til tysk krigstjeneste. Det var Møller betænkelig ved, fordi det drænede mindretallet for dets unge og derved svækkede det på længere sigt. Omvendt var han ikke fremmed for, at retten til hjemstavnen skulle tilkæmpes gennem ofre. Fra februar 1942 gik Møller aktivt ind for hvervningen til tysk fronttjeneste, fortrinsvis til Waffen-SS. Unge, som blev skønnet uundværlige for opretholdelsen af produktionen, blev erklæret unabkömmlich og slap for fronttjenesten. De blev i stedet opfordret til at gøre tjeneste på hjemmefronten i Zeitfreiwillig-korpset, som Møller og den øvrige mindretalsledelse i ”Det lille politiske Råd” tog initiativ til i 1943. For Møller indebar oprettelsen af korpset, som var et slags hjemmeværn under den tyske Værnemagts kommando, to fordele: det kunne dæmpe spændingerne mellem frontkæmperne og de unabkömmliche, og det kunne imødekomme de rigstyske krav om frivillige uden at mindretallet forblødte. 
1944 oprettedes på mindretalsledelsens initiativ yderligere et uniformeret og bevæbnet korps, Selbstschutz, som var rekrutteret blandt NSDAPN's kernetropper. Møller påtalte ved flere lejligheder dette korps' udfoldelser, fx når det påtog sig politimyndighed over for danske medborgere, og han var i det hele taget i besættelsens sidste år tilbøjelig til at lægge afstand til ekstremisterne i partiet. Møller, som ellers i besættelsens første år havde medvirket til systematisk at indsamle oplysninger om flertalsbefolkningens tyskfjendtlige ytringer og handlinger og videresende dem til rigstyske myndigheder, havde sandsynligvis nu blikket rettet mod en efterkrigstid. Således intervenerede han ved flere lejligheder til fordel for arresterede dansksindede nordslesvigere, som ved gidseltagningerne 29. august 1943 ved den såkaldte ”politimesteraktion” i maj 1944 og ved interneringen og deportationen af grænsegendarmerne 19. september 1944. Over for offentligheden fremstod Møller dog solidarisk med Tyskland til den bitre ende. Således mobiliserede han mod krigens slutning mindretallet til at grave forsvarsværker (Friservolden) tværs over Nordslesvig vendt mod en allieret invasion.

## Domfældelse og tiden efter besættelsen
Jens Møller blev arresteret 5. maj 1945, og i 1948 blev han ved byretten i Aabenraa idømt 15 års fængsel for medvirken til hvervningen, oprettelse af Zeitfreiwillig-korpset og Selbstschutz og for samarbejde med tyske instanser samt for utilbørlige angreb på danske borgere og institutioner. Derimod takserede retten ikke Møllers grænserevisionsbestræbelser som højforræderi. Vestre Landsret nedsatte i 1949 dommen til 12 års fængsel. 
Møller blev som den øvrige mindretalsledelse derimod aldrig stillet til regnskab internt i mindretallet. Under interneringen og varetægtsfængslingen i Fårhuslejren blev han af sine medfanger først og fremmest betragtet som en respekteret  lidelsesfælle, der rangerede højt i fangehierarkiet. Efter sin benådning i 1950 forsøgte Møller et politisk come-back. Han mødte op ved det tyske mindretals årlige Knivsbjerg-møde i 1950. På en generalforsamling i maj 1950 i det tyske mindretals nye organisation Bund Deutscher Nordschleswiger  kritiserede han i skarpe vendinger mindretallets ledelse for  at have svigtet de tyske frontfrivillige og deres pårørende. Møller blev ikke imødegået, fordi synspunkterne havde bred klangbund i mindretallet. Problemet Jens Møller løste sig, idet han omkom ved et trafikuheld i november 1951:
Han var kaldt til en vanskelig kælvning i Felsted. Da kælvningen var overstået ud på aftenen, var han meget træt, og bonden tilbød, at han kunne overnatte. Det afslog han og kørte mod Gråsten. Han omkom på vejen. 